# ATC (D)
Jest to część klasyfikacji anatomiczno-terapeutyczno-chemicznej:
- A – Przewód pokarmowy i metabolizm
- B – Krew i układ krwiotwórczy
- C – Układ sercowo-naczyniowy
- D – Dermatologia
- G – Układ moczowo-płciowy i hormony płciowe
- H – Leki hormonalne do stosowania wewnętrznego (bez hormonów płciowych)
- J – Leki stosowane w zakażeniach (przeciwinfekcyjne)
- L – Leki przeciwnowotworowe i immunomodulujące
- M – Układ mięśniowo-szkieletowy
- N – Ośrodkowy układ nerwowy
- P – Leki przeciwpasożytnicze, owadobójcze i repelenty
- R – Układ oddechowy
- S – Narządy wzroku i słuchu
- V – Różne (varia)

Obejmuje ona leki związane z dermatologią:
- D – Dermatologia
  - D 01 – Leki przeciwgrzybicze
  - D 02 – Leki keratolityczne i działające ochronnie
  - D 03 – Leki stosowane w leczeniu ran i owrzodzeń
  - D 04 – Leki przeciwświądowe, w tym przeciwhistaminowe, znieczulające itp.
  - D 05 – Leki przeciwłuszczycowe
  - D 06 – Antybiotyki i chemioterapeutyki
  - D 07 – Kortykosteroidy
  - D 08 – Środki antyseptyczne i dezynfekujące
  - D 09 – Opatrunki lecznicze
  - D 10 – Leki przeciwtrądzikowe
  - D 11 – Inne leki dermatologiczne

## D 01 –Leki przeciwgrzybicze
- D 01 A – Leki do stosowania zewnętrznego
  - D 01 AA – Antybiotyki
  - D 01 AC – Pochodne imidazolu i triazolu
  - D 01 AE – Inne
- D 01 B – Leki do stosowania wewnętrznego
  - D 01 BA – Preparaty do stosowania wewnętrznego

## D 02 –Leki keratolityczne i działające ochronnie
- D 02 A – Preparaty keratolityczne i działające ochronnie
  - D 02 AA – Silikony
  - D 02 AB – Preparaty cynku
  - D 02 AC – Preparaty parafiny i kwasów tłuszczowych
  - D 02 AD – Opatrunki w płynie
  - D 02 AE – Preparaty mocznika
  - D 02 AF – Preparaty kwasu salicylowego
  - D 02 AX – Inne
- D 02 B – Środki chroniące przed promieniowaniem UV
  - D 02 BA – Preparaty do stosowania miejscowego
  - D 02 BB – Preparaty do stosowana wewnętrznegp

## D 03 –Leki stosowane w leczeniu ran i owrzodzeń
- D 03 A – Preparaty zabliźniające
  - D 03 AA – Maści tranowe
  - D 03 AX – Inne
- D 03 B – Enzymy
  - D 03 BA – Enzymy proteolityczne

## D 04 –Leki przeciwświądowe, w tym przeciwhistaminowe, znieczulające itp.
- D 04 A – Leki przeciwświądowe, w tym przeciwhistaminowe, znieczulające itp.
  - D 04 AA – Preparaty przeciwhistaminowe do stosowania zewnętrznego
  - D 04 AB – Preparaty zawierające środki miejscowo znieczulające
  - D 04 AX – Inne

## D 05 –Leki przeciwłuszczycowe
- D 05 A – Leki przeciwłuszczycowe do stosowania zewnętrznego
  - D 05 AA – Preparaty dziegciowe
  - D 05 AC – Pochodne antracenu
  - D 05 AD – Psoraleny
  - D 05 AX – Inne
- D 05 B – Leki przeciwłuszczycowe do stosowania wewnętrznego
  - D 05 BA – Psoraleny
  - D 05 BB – Retinoidy
  - D 05 BX – Inne

## D 06 –Antybiotyki i chemioterapeutyki
- D 06 A – Antybiotyki do stosowania zewnętrznego
  - D 06 AA – Tetracyklina i jej pochodne
  - D 06 AX – Inne
- D 06 B – Chemioterapeutyki do stosowania zewnętrznego
  - D 06 BA – Sulfonamidy
  - D 06 BB – Leki przeciwwirusowe
  - D 06 BX – Inne
- D 06 C – Połączenia antybiotyków i chemioterapeutyków

## D 07 –Kortykosteroidy
- D 07 A – Kortykosteroidy
  - D 07 AA – Kortykosteroidy o słabym działaniu
  - D 07 AB – Kortykosteroidy o umiarkowanie silnym działaniu
  - D 07 AC – Kortykosteroidy o silnym działaniu
  - D 07 AD – Kortykosteroidy o bardzo silnym działaniu
- D 07 B – Kortykosteroidy w połączeniach z antyseptykami
  - D 07 BA – Kortykosteroidy o słabym działaniu w połączeniach z antyseptykami
  - D 07 BB – Kortykosteroidy o umiarkowanie silnym działaniu w połączeniach z antyseptykami
  - D 07 BC – Kortykosteroidy o silnym działaniu w połączeniach z antyseptykami
  - D 07 BD – Kortykosteroidy o bardzo silnym działaniu w połączeniach z antyseptykami
- D 07 C – Kortykosteroidy w połączeniu z antybiotykami
  - D 07 CA – Kortykosteroidy o słabym działaniu w połączeniach z antybiotykami
  - D 07 CB – Kortykosteroidy o umiarkowanie silnym działaniu w połączeniach z antybiotykami
  - D 07 CC – Kortykosteroidy o silnym działaniu w połączeniach z antybiotykami
  - D 07 CD – Kortykosteroidy o bardzo silnym działaniu w połączeniach z antybiotykami
- D 07 X – Kortykosteroidy w połączeniach z innymi lekami
  - D 07 XA – Kortykosteroidy o słabym działaniu w połączeniach z innymi lekami
  - D 07 XB – Kortykosteroidy o umiarkowanie silnym działaniu w połączeniach z innymi lekami
  - D 07 XC – Kortykosteroidy o silnym działaniu w połączeniach z innymi lekami
  - D 07 XD – Kortykosteroidy o bardzo silnym działaniu w połączeniach z innymi lekami

## D 08 –Środki antyseptyczne i dezynfekujące
- D 08 A – Środki antyseptyczne i dezynfekujące
  - D 08 AA – Pochodne akrydyny
  - D 08 AB – Związki glinu
  - D 08 AC – Biguanidy i amidyny
  - D 08 AD – Preparaty zawierające kwas borowy
  - D 08 AE – Fenol i pochodne
  - D 08 AF – Pochodne furanu
  - D 08 AG – Preparaty zawierające jod
  - D 08 AH – Pochodne chinoliny
  - D 08 AJ – Czwartorzędowe związki amoniowe
  - D 08 AK – Preparaty zawierające rtęć
  - D 08 AL – Związki srebra
  - D 08 AX – Inne

## D 09 –Opatrunki medyczne
- D 09 A – Opatrunki medyczne
  - D 09 AA – Opatrunki medyczne ze środkami przeciwzakaźnymi
  - D 09 AB – Bandaże cynkowe
  - D 09 AX – Opatrunki parafinowe

## D 10 –Leki przeciwtrądzikowe
- D 10 A – Leki przeciwtrądzikowe do stosowania zewnętrznego
  - D 10 AA – Kortykosteroidy w połączeniach
  - D 10 AB – Preparaty zawierające siarkę
  - D 10 AD – Retinoidy
  - D 10 AE – Nadtlenki
  - D 10 AF – Leki przeciwzakaźne
  - D 10 AX – Inne
- D 10 B – Leki do stosowania wewnętrznego
  - D 10 BA – Retinoidy
  - D 10 BX – Inne

## D 11 –Inne leki dermatologiczne
- D 11 A – Inne preparaty dermatologiczne
  - D 11 AA – Środki przeciwpotne
  - D 11 AC – Szampony lecznicze
  - D 11 AE – Androgeny do stosowania zewnętrznego
  - D 11 AF – Preparaty przeciw brodawkom i odciskom
  - D 11 AH – Środki przeciw zapaleniu skóry, z wyłączeniem kortykosteroidów
  - D 11 AX – Inne